# Małgorzata z Bawarii
Małgorzata Bawarska (ur. 1325,  zm. 1374) – cesarzówna rzymsko-niemiecka z dynastii Wittelsbachów, księżna Sławonii, Dalmacji i Chorwacji od 1350 r. jako żona Stefana Andegaweńskiego, córka Ludwika IV Bawarskiego i Małgorzaty II.

## Życiorys
Małgorzata urodziła się w 1325 r. jako córka Ludwika IV Bawarskiego, ówczesnego króla Niemiec i Małgorzaty II, hrabiny Hainaut i Holandii. Ze strony ojca jej dziadkiem był Ludwik II Mocny, natomiast ze strony matki była wnuczką Wilhelma I Dobrego i Joanny Walezjuszki. W 1328 r. jej ojciec został cesarzem.
Jesienią 1350 r. odbył się ślub per procura Małgorzaty ze Stefanem, bratem i dziedzicem króla Węgier Ludwika Wielkiego. Z uwagi na pokrewieństwo łączące małżonków konieczna była dyspensa, której udzielił papież Klemens VI 31 grudnia 1350 r. Do 1352 r. Stefan i Małgorzata mieszkali w Budzie, następnie przenieśli się do Zagrzebia. Tam przyszło na świat dwoje dzieci: Elżbieta, przyszła cesarzowa Konstantynopola i Jan. Małgorzata owdowiała 9 sierpnia 1354 r. Półtora roku później opuściła Węgry jednocześnie tocząc spór z byłym szwagrem o wypłatę wiana.
W 1358 r. zawarła związek małżeński z niemieckim rycerzem Gerlachem von Hohenlohe.